# Julio Quintana
Julio Gilberto Quintana Calmet (13 luglio 1904 – 16 giugno 1981) è stato un calciatore e allenatore di calcio peruviano.

## Carriera
In carriera, Quintana giocò per l'Alianza Lima e per il Perù con il quale disputò il Mondiale 1930.

## Palmarès

### Allenatore

#### Competizioni nazionali
- Segunda División: 1

Alianza Lima: 1939